# Nglawak (Prambon)
Nglawak is een bestuurslaag in het regentschap Nganjuk van de provincie Oost-Java, Indonesië. Nglawak telt 1360 inwoners (volkstelling 2010).